# Итье, Бернар
Бернар Итье (фр. Bernard Itiér, лат. Bernardus Iterius; 1163, Лимож — 23 января 1225, там же) — французский хронист, монах-бенедиктинец, библиотекарь аббатства Святого Марциала в Лиможе (Аквитания), автор «Хроники» (лат. Chronicon).

## Биография
Родился около 1163 года в Лиможе (совр. департамент Верхняя Вьенна в Новой Аквитании) в семье зажиточных горожан. Его отец Пьер Итье умер в 1188 году, оставив ему наследство, вместе с братьями Элье и Одье. В подписанной им купчей, датированной 1206 годом, упоминается виноградник и пресс стоимостью 10 000 су.
В 1177 году, в возрасте четырнадцати лет, принял постриг в аббатстве Святого Марциала в Лиможе, с 1062 года зависевшего от Клюни. Ко времени его поступления аббатство уже прославилось на всю Аквитанию не только своей певческой, но и летописной школой, представленной, в частности, известными хронистами Адемаром Шабанским (988—1034) и Годфруа де Вижуа (ум. 1184). В 1185 году был рукоположен в диаконы, а в 1189 году, в возрасте 26 лет, стал священником, после почти трёхлетнего пребывания в монастыре в Пуатье.
C 1191 года исполнял должность казначея аббатства, а в 1195 году назначен был на должность помощника армариуса (лат. armarius) — хранителя армариума (лат. armarium), т. е. монастырской библиотеки и скриптория, где работали монахи-переписчики и иллюминаторы рукописей. Известно 95 манускриптов с его записями. С 1204 года заведовал обширной монастырской библиотекой, насчитывавшей, по некоторым данным, до 450 томов, а с 1211 года исполнял также обязанности монастырского регента.
Неоднократно покидал свою обитель, предпринимая деловые поездки. В 1206—1207 годах, в частности, сопровождал её настоятеля Гуго де Бросса в Клюни, после чего отправился в Клермон, затем в Пюи и, наконец, в аббатство Ла Шёз-Дье в Оверни. Возвратился из этой поездки лишь в 1208 году не в добром здравии, однако два года спустя, в 1210 году, вновь отправился в Пуату и Турень, посетив там монастыри в Пуатье и Туре и, наконец, остановившись в аббатстве Св. Мартена в Мармутье.
В 1212 году встречался с остановившимся в Лиможе архиепископом Реймским Альбериком де Юмбером, отправившимся в крестовый поход против альбигойцев. В 1221 году, уже в 58-летнем возрасте, совершил местное паломничество в Юзерш, где находилось влиятельное лимузенское аббатство, поддерживавшее тесные связи с монастырём Св. Марциала в Лиможе.
Скончался 23 января 1225 года в родной обители, в кафедральном соборе которой был похоронен. После разрушения аббатства в годы Французской революции (1794) могила его была утрачена.

## Хроника
Латинская «Хроника» (лат. Chronicon) Бернара Итье составлена не позже января 1225 года и охватывает события начиная с сотворения мира до 12 ноября 1224 года. Итье сам указывает в ней свои основные источники, в частности, при изложении древней истории он пользовался «Историей против язычников» Павла Орозия (начало V в. н. э.) и пасхальными таблицами Дионисия Малого (525 г. н. э.), а описывая события с 741 по 1183 год — хрониками Адемара Шабанского (XI в.) и Годфруа де Вижуа (XII в.). Анализ текста хроники показывает знакомство автора со многими античными классиками, в частности, Платоном, Аристотелем, Дексиппом, Саллюстием, Цицероном, Вергилием, Горацием, Овидием, Луканом, Сенекой, Плинием Старшим, Ювеналом, Солином, Евсевием Памфилом, Аврелием Августином, Боэцием и др.
Перечислив события Священной истории и упомянув о деяниях Александра Великого, Юлия Цезаря, императора Клавдия, Феодосия Великого, византийского царя Ираклия, пророка Магомета, а также святых Марциала (III в. н. э.), Мартина Турского (IV в. н. э.) и др., Итье кратко касается правления Карла Мартелла, Карла Великого и Людовика Благочестивого, начиная связное изложение с основания в 848 году в Лиможе бенедиктинского аббатства. Не столько историк и летописец, сколько склонный к аллегориям схоласт и эрудит, в своём кратком изложении всемирной истории, предшествующем рассказу о современных ему событиях, он отмечает правление императора Феодосия единственным фактом: «чудесным» рождением в палестинском Эммаусе сиамских близнецов.
Уделяя главное внимание церковной истории Центральной Франции, тщательно перечисляя всех настоятелей обители Св. Марциала, а также местных епископов и римских пап, Итье не забывает сообщить о важнейших событиях светской истории, включая первый (1096—1099), третий (1189—1192), четвёртый (1202—1204) и пятый (1217—1221) крестовые походы. При этом, он вовсе не упоминает, к примеру, известное многим современным ему хронистам историческое сражение при Бувине (1214). Опуская и остальные подробности англо-французской войны 1202—1214 годов, он кое-что рассказывает о событиях в Англии, в частности, о борьбе кардинала и архиепископа Кентерберийского Стефана Лэнгтона и мятежных баронов с королём Иоанном Безземельным.
События крестового похода против альбигойцев (1209—1229) отмечены в хронике в виде серии погодных записей, открывающихся убийством папского легата Пьера де Кастельно (1208), после чего отмечаются резня в Безье (1209) c 28 000 жертв, разорение Нарбонны и 80 окрестных деревень (1210), захват после отречения графа Раймунда Тулузского Лавора с 20 000 жертв (1211), взятие Симоном де Монфором Пена д’Ажене, Бирона, Кастельно и Муассака (1212), разгром крестоносцами войска короля Педро Арагонского и графа Раймунда в сражении при Мюре (1213), осуждение альбигойской ереси вышеназванным архиепископом Реймса Альбериком де Юмбером на четвёртом Латеранском соборе (1215), неудачная осада Тулузы (1217), гибель Симона де Монфора (1218), взятие Марманда и повторная осада Тулузы (1219).
Невзирая на преимущественное внимание Итье к церковно-исторической тематике и игнорирование им многих военных и политических событий во Франции и соседних государствах, его сочинение содержит ряд ценных подробностей, в частности, о гибели весной 1199 года английского короля Ричарда Львиное Сердце при осаде принадлежавшего виконту Лиможа Аймару V замка Шалю-Шаброль близ городка Шалю к юго-западу от Лимузена. Немногочисленные защитники замка в количестве 40 человек, по словам Итье, описывавшего события явно со слов очевидца, укрылись в 25-метровом его донжоне. Не зная, что имеют дело лично с королём, и надеясь ещё получить помощь от виконта, они предложили свои условия сдачи с сохранением жизни и оружия. Решительно отвергнувший их Ричард пригрозил повесить осаждённых как мятежников, придав им мужество отчаяния. И 26 марта, неосторожно приблизившись к башне, был смертельно ранен из арбалета в левое плечо аквитанским рыцарем Пьером Базилем. По утверждению небеспристрастного хрониста, смерть постигла одиозного короля-воина за всю его жадность, жестокость и вероломство, «на радость многим и к печали других». «Когда он лежал умирающим, — бесстрастно констатирует Итье, — он приказал своим войскам осадить крепость Нонтрон, принадлежавшую виконту Аймару, и другой город Монагу. Они сделали это, но когда услышали о смерти короля, возвратились в замешательстве. Король планировал разрушить все замки и города виконта».
Помимо королей, полководцев, духовных и светских феодалов, персонажами хроники Итье являются известные трубадуры — Бертран де Борн, его лимузенский земляк, и Бернарт де Вентадорн, придворный поэт Алиеноры Аквитанской.
Текст хроники Бернара Итье непродуман и строго не структурирован. Вероятно, он составлял её по частям, делая записи на полях старых манускриптов, в первую очередь сборника антифонных церковных песнопений. Большинство погодных записей заполнялись им в соответствии с нумерацией листов: по двум последним цифрам указанной даты, например, год 1177-й записан на полях 77-го листа. Всего исследователи выявили около 1000 таких заметок Итье. Подобный оригинальный способ монастырского летописания, образцы которого немногочисленны, предоставляет широкое поле для дальнейших кодикологических исследований.
Исследователь и издатель хроники Итье французский филолог и историк-медиевист Жан-Лу Леметр даёт ей такую характеристику: 
«Содержание этих заметок весьма разнообразно. Объём их варьируется от нескольких строк до нескольких страниц, и чем дальше продвигаемся мы во времени, тем большими они становятся. Судя по ним, из Лиможа видно было всё: события всемирной истории, особенно истории Аквитании, в частности, войны с Генрихом II и его сыновьями, крестовый поход против альбигойцев, но, прежде всего, повседневная жизнь обители чёрных монахов начала XIII века. Бернар Итье — не гений, а обычный инок, но весьма падкий на новости, которые выражаются в историях об убийствах монахами их настоятелей, самоубийствах, изнасилованиях, пожарах, землетрясениях или гибели от заморозков виноградных лоз... Именно этим и интересна его хроника... Этот тщательно реконструированный блокнот полон заслуживающей внимания информации, пускай не всегда точной, относящейся скорее к жизни в аббатстве Святого Марциала и Лимузене, чем за его пределами: в своих редких путешествиях Бернар Итье наблюдал стабильный социокультурный мир современного ему монашества... Бернар едва упоминает войну, реконструированную будущими историками, отмечая лишь местные городские беспорядки, но не памятную битву при Бувине, этот далёкий от него конфликт короля Франции с германцами и их союзниками; с другой стороны, он с благоговением отмечает смерть своего современника-богослова Пьера де Пуатье».
Не удовлетворяясь сухой констатацией известных ему событий, Итье выражает собственную точку зрения по поводу некоторых вопросов феодального права, в частности, принципов наследования как королевского престола, так и баронского титула. Оставаясь ещё в рамках феодально-клерикального менталитета, он отваживается порой на личные оценки, замечая, в частности, по поводу смерти в 1197 году епископа Пуатье Гийома Тампье, поставившего его самого диаконом, что, хотя покойный и проявлял милосердие и был благочестив, «он вёл бездеятельную жизнь», а потому «нашлись люди, заключившие, что почитание его реликвий совершенно безосновательно». А сообщая под 1209 годом о папском легате кардинале Талоне, жертвами бесстыдных вымогательств которого стали французские клирики, выразительно отмечает, что этим он «привёл в отчаяние многих» (лат. multos exasperavit).
Язык хроники Итье представляет собой смесь народного языка и вульгарной латыни, грамматически не очень правильной, и изобилует местными аквитанскими идиоматическими выражениями.
Хроника Итье имела, как минимум, двух продолжателей. Сначала она была дополнена сообщениями с 1229 по 1264 год армариусом аббатства Св. Марциала Этьеном де Сальвинеком, а в конце XIII столетия доведена до 1297 года монахом той же обители Элье де Брольо.

## Рукописи и издания
Автограф хроники Бернара Итье представлен манускриптом MS Lat. 1338 из Национальной библиотеки Франции, представляющим собой сборник на 257 пергаментных листах и содержащим, помимо последовательности богослужений, комментарии Боэция к «Топике» Аристотеля. Он поступил в библиотеку в 1730 году в качестве дара от короля Людовика XV, купившего несколько рукописей у аббатства Св. Марциала.
Помимо автографической, известно свыше 90 рукописей, содержащих не только летописные записи, но и комментарии и различные заметки Итье. Наибольшую ценность из них представляют четыре манускрипта из Национальной библиотеки Франции. Два первых также были подарены в 1730 году королём Людовиком, который приобрёл их у монахов обители в Лиможе, два других находились в XVII веке в личном собрании министра финансов Кольбера: 
- Компендиум антифонных песнопений (лат. Compendium antiphonarii ad usum Sancti Martialis Lemovicensis), датируется X—XIII веками (MS Latin 1085). Содержит большинство погодных статей хроники.
- Творения Аврелия Августина (лат. Augustinus Hipponensis), датируется XI—XII веками (MS Latin 2983). Содержит комментарии Итье.
- «Разнообразные заметки» (лат. Varia de computo), датируется X веком и содержит текст хроники Адемара Шабанского, а также сочинения Исидора Севильского и Беды Достопочтенного (MS Latin 5239).
- «Собрание историй» (лат. Miscellanea historica), датируется XI веком и также содержит хронику Адемара (MS Latin 5943A).

Помимо перечисленных, представляют интерес ещё три рукописи из Ватиканской апостольской библиотеки: MS Reg. 984, MS Reg. 957 и MS Lat. 11019, датированные соответственно XV, XVI и XVII веками.
Отрывки из хроники Итье были напечатаны в 1781 году в XII томе «Собрания историков Галлии и Франции» (фр. Recueil des historiens des Gaules et de la France), а в 1822 году в более полном виде опубликованы в XVIII томе того же издания учёным монахом из конгрегации Св. Мавра Мишелем Жаном Франсуа Бриалем. В 1878 году они переизданы были в Париже под редакцией историка Леопольда Виктора Делиля, выпустившего тогда же в XXI томе продолжения хроники. Комментированное научное издание хроники на основании её оригинальной рукописи, вместе с дополнениями, осуществлено было в 1874 году в Париже историком-архивистом Анри Дюпль-Ажье в сборнике хроник аббатства Св. Марциала, подготовленном им для серии «Общества истории Франции».
Новейшее академическое издание хроники Итье выпущено было в 1998 году в Париже под редакцией профессора Практической школы высших исследований Жан-Лу Леметра. Английский перевод хроники был издан в 2012 году Оксфордским университетом, с приложениями и исследовательскими статьями историка-медиевиста профессора Университета Миссури (Спрингфилд) Эндрю У. Льюиса. Неопубликованные фрагменты сочинений Итье из фондов Ватиканской библиотеки, в том числе не вошедшие в окончательную редакцию его хроники исторические заметки, были изданы в 1973 году историком-архивистом сотрудником Французской школы в Риме Жанной Биньями-Одье.

## Публикации
- Chronicon Bernardi Iterii armarii monasterii S. Marcialis // Chroniques de St. Martial de Limoges, publ. par Henri Duplès-Agier d'après les manuscrits originaux, pour la Société de l'histoire de France. — Paris: Renouard, 1874. — pp. 28–129. — (Publications pour la Société de l'histoire de France).
- Ex Chronico Bernardi Iterii, monachi et armarii St. Marcialis Lemovicensis // Recueil des Historiens des Gaules et de la France, éd. par Dom Martin Bouquet. Nouvelle édition publiée sous la direction Léopold Delisle. — Volume 18. — Paris: Victor Palmé, 1878. — pp. 223–238.
- Chronicon Bernardi Iterii continuatum // Recueil des Historiens des Gaules et de la France, éd. par Dom Martin Bouquet. Nouvelle édition publiée par Léopold Delisle. — Volume 21. — Paris: Victor Palmé, 1878. — pp. 756–759.
- Bernard Itier. Chronique: texte établi, traduit et commenté par Jean-Loup Lemaitre. — Paris: Les Belles Lettres, 1998. — 310 p. — (Classiques de l'histoire de France au Moyen Âge, 39). — ISBN 2-251-34050-5.
- Bernard Itier. The Chronicle and Historical Notes of Bernard Itier, edited and translated by Andrew W. Lewis. — Oxford: Clarendon Press, 2012. — lxxvi, 305 p. — (Oxford Medieval Texts). — ISBN 978-0-19-954643-5.